# Arcipelaghi (film)
Arcipelaghi è un film del 2001 scritto e diretto da Giovanni Columbu, tratto dall'omonimo libro del 1995 di Maria Giacobbe.

## Trama
Il film è incentrato sul processo di un ragazzo di quattordici anni accusato di omicidio.

## Produzione
Il film è stato girato interamente in Sardegna, in particolare a Ovodda in Barbagia.

## Distribuzione
È stato distribuito dall'Istituto Luce in Sardegna dal 23 novembre 2001 e nel resto d'Italia dal 30 novembre 2001.

## Critica
Sul sito Imdb il film ha ricevuto 7,2 stelle su 10.